# Anomalonini
Tribu
Les Anomalonini sont une tribu de guêpes parasitoïdes de la sous-famille des Anomaloninae (famille des Ichneumonidae dans la super-famille des Ichneumonoidea).

## Systématique
La tribu des Anomalonini a été créée en 1918 par l'entomologiste américain Henry Lorenz Viereck (d) (1881-1931).

## Présentation
Anomalon est peut-être le seul genre de la tribu des Anomalonini, bien que Neogreeneia Viereck, 1912 soit parfois considéré comme un genre valide de la tribu,.